# Buzz Kulik
Buzz Kulik (* 23. Juli 1922 in Kearny, New Jersey; † 13. Januar 1999 in Los Angeles, Kalifornien) war ein US-amerikanischer Fernseh- und Filmregisseur.

## Leben
Seymour „Buzz“ Kulik wurde nach seinem Militärdienst Angestellter einer Werbeagentur und kam dann als Regisseur zum Fernsehsender CBS. 1971 unterstützte er als Berater in Fernsehangelegenheiten Senator Edmund Muskie bei dessen Wahlkampf für das Amt des US-amerikanischen Präsidenten. Kuliks erste Inszenierung für das Kino entstand im Jahr 1961. Die Streifen, die er inszenierte, waren überwiegend actionbetonte Krimis, für das Fernsehen drehte er auch Folgen zu Serien wie Dr. Kildare.

## Filmografie (Auswahl)
- 1967: Der Todesschuß (Warning Shot)
- 1968: Hängt den Verräter (Sergeant Ryker)
- 1968: Pancho Villa reitet (Villa Rides)
- 1969: Ausbruch der Verdammten (The Riot)
- 1972: Freunde bis in den Tod (Brian’s Song) (Fernsehfilm)
- 1972: Owen Marshall – Strafverteidiger (Owen Marshall, Counsellor at Law) (Fernsehfilm)
- 1973: Tod eines Komplizen (Incident on Dark Street) (Fernsehfilm)
- 1973: Der Spürhund (Shamus)
- 1973: Der weite Weg nach Westen (The Pioneer Woman) (Fernsehfilm)
- 1976: Die Entführung des Lindbergh-Babys (The Lindbergh Kidnapping Case) (Fernsehfilm)
- 1977: Der Mann in der Todeszelle (Kill Me If You Can)
- 1980: Jeder Kopf hat seinen Preis (The Hunter)
- 1985: Kain und Abel (Kane and Abel) (TV-Miniserie)
- 1986: Hell Zone – Im Vorhof zur Hölle (Woman of Valor) (Fernsehfilm)
- 1987: Todesgrüße aus Havanna (Her Secret Life) (Fernsehfilm)
- 1988: Zu jung, ein Held zu sein (Too Young the Hero) (Fernsehfilm)
- 1989: In 80 Tagen um die Welt (Around the World in 80 Days) (TV-Miniserie)
- 1991: Wege aus dem Nichts (Miles from Nowhere) (Fernsehfilm)